# 기가 트라이브
기가 트라이브(Giga Tribe)는 대한민국의 애니메이션 제작사인 스튜디오 카브가 제작한 애니메이션으로 2008년 10월 8일부터 2009년 2월 4일까지 SBS TV에서 방송되었다. 미니특공대가 이 작품과 비슷하다는 반응도 있다.

## 작품소개
평범한 아이였던 13세 소년 강투지가 슈베, 모짜, 차이, 베토라는 미니 트라이브를 만나게 되고 지구를 지키는 거대한 힘인 기가 스톤을 이어받아 전설의 용사가 되어 베르크 일당으로부터 친구들을 구해내는 스토리로서 코믹 액션 시트콤의 성격을 가지고 있다.

## 등장인물
강투지 (트라이브 캡틴) 남다른 용기와 열정을 가진 열혈소년 나이 13세
캐치프레이즈 : 최강의 용기 트라이브 캡틴
액션 스타가 꿈이고 불의를 보면 참지 못하고 나서지만 당하기 일쑤이다. 포즈를 취하지만 영 엉망이며 외동아들에 의외로 외로움을 많이 타는 소년이다. 기가 스톤을 가지고 있는 전설의 용사로, 기가피니시온을 이용해서 몬스터를 정화시키고 4명의 트라이브를 로봇으로 변신시킨다.
슈베(이한수) (트라이브 레드)
캐치프레이즈 : 무적의 정의
정의의 트라이브. 과거엔 경찰차에 붙어 사이렌 역할을 하며 지냈으며 겅찰을 동경한다. 머리의 부저는 자유자재로 늘어난다. 1차로 트라이브 레드로 변신하며 필살기는 블레이징 윕. 몬스터가 강력해지면 최종 형태인 저스티스 레드로 변신하여 캡틴을 도와 몬스터를 정화한다. 자신만의 확고한 원칙으로 인해 주변과 갈등을 일으킬 때도 있다.
모짜(공요셉) (트라이브 블루)
캐치프레이즈 : 최고의 지혜
차이(성기정) (트라이브 옐로)
캐치프레이즈 : 궁극의 인내
베토(조두리) (트라이브 그린)
캐치프레이즈 : 무한한 창의
베르크(임채욱) (트라이브 브라운)
캐치프레이즈 : 진정한 용서
레스(독고대성) (트라이브 퍼플)
캐치프레이즈 : 불멸의 우정
핑

## 성우진
- 안현서 - 강투지(트라이브 캡틴)
- 은정 - 슈베(트라이브 레드), 지우
- 신용우 - 차이(트라이브 옐로)
- 홍범기 - 모짜(트라이브 블루), 투지의 아빠
- 정재헌 - 베토(트라이브 그린), 레스
- 김광국 - 베르크
- 조현정 - 핑, 투지 엄마
- 박신희 - 도경
- 정유미 - 남자아이, 여자아이
- 김창열 - 세윤, 상민, 몬스터

## 제작진
- 총감독: 한문중
- 총작화감독: 유재운
- 캐릭터 디자인: 이나래, 이정민
- 콘티: 최지원, 이정민, 박대일
- 기획협력: 김민희
- 제작총괄: 김신화, 김하정
- 제작프로듀서: 정승원(스튜디오 카브), 임종열(몬스터 프로덕션), 이호(가이무비)
- 프로듀서: 안성은(스튜디오 카브), 성하묵, 곽경숙(SBS 영화부)
- 보조프로듀서: 스튜디오 카브 나건형, 김은주, 서은주
- 시리즈구성/각본: 박성은
- 각본: 황석연, 안지원, 구은아, 강나루
- 작화감독: 신형식, 김유천, 최은옥, 서성종, 최승혁, 김명근, 한태현
- 미술감독: 강승찬, 한문중
- 색지정: 김금주, 조연주
- 촬영감독: 김문기, 권오준, 이석범
- 음향감독: 이상용
- 음악감독: 이종교
- 원화: 박성은, 설지영, 김신영, 이지은, 김수지, 류세형, 김정우, 배용호, 장수정, 이동욱, 양태용
- 원화협력: 몬스터 프로덕션, 가이무비, 리카 애니메이션, 아베스 프로덕션
- 동화작감: 황수진, 김선우, 유은영
- 동화: 타임 프로덕션 이지혜, 박지원, 고수경, 몬스터 프로덕션 정혜경, 고은주, 김윤정, 김세원, 안효정, 김은주, 조혜진, 가이무비 구현순, 김현정, 정소용, 정송아, 김상숙, 김미예, 손숙란, 아베스 프로덕션
- 배경: 스튜디오 노바 윤상근, 김상운, 이영배
- 디지털채색팀장: 몬스터 프로덕션 김진경, 권진영, 가이무비 김한일
- 디지털채색: 몬스터 프로덕션 임호영, 김진영, 가이무비 노경희, 정경임, 전보라, 권오숙, 황수진, 김희정, 김미경
- 디지털촬영팀장: 라온＆카인 함선기, 정복현
- 디지털촬영: 라온＆카인 박장호, 정병권, 박현흠, 최경수, 강희진, 황현석, 이상규, 조남기, 김광민, 이은실, 가이무비 허석희, 황지환
- 3D모델링 팀장: 이종순
- 3D애니메이션 팀장: 김현근
- 음향녹음: 오홍석
- 음향디자인: 정승현
- 음향믹싱: 류형호
- 음향스튜디오: 포디사운드
- 녹음연출: 정혜진
- 출력편집: 황인수(서울통상산업진흥원)
- 종합편집: 믹스미디어 김민호, 반승준, 박나희
- 온라인홍보: 안숙원
- 제작: 스튜디오 카브

## 방송 회차
| 회차 | 방송일           | 부제                          |
| ---- | ---------------- | ----------------------------- |
| 1화  | 2008년 10월 8일  | 캡틴 깨어나라                 |
| 2화  | 2008년 10월 9일  | 무시하지 마                   |
| 3화  | 10월 15일        | 슈베의 위기                   |
| 4화  | 10월 16일        | 특명 차이를 찾아라            |
| 5화  | 10월 22일        | 지우의 마음은 누구에게로      |
| 6화  | 10월 23일        | 베토 예술혼을 불살라라        |
| 7화  | 2008년 10월 27일 | 모짜 제발 정신 차려           |
| 8화  | 2008년 10월 28일 | 모두들 그만                   |
| 9화  | 10월 29일        | 기가 스톤을 사수하라          |
| 10화 | 10월 30일        | 대결 지지 않겠어              |
| 11화 | 11월 3일         | 너희들이 범인이지             |
| 12화 | 11월 4일         | 기가 트라이브는 바로 우리라고 |
| 13화 | 11월 6일         | 트라이브 돌아와 줘            |
| 14화 | 11월 10일        | 베르크 님 출동이시다          |
| 15화 | 11월 11일        | 설레는 데이트                 |
| 16화 | 11월 12일        | 생명의 은인                   |
| 17화 | 2008년 11월 17일 | 포기하지 않아                 |
| 18화 | 2008년 11월 18일 | 깨어나는 비셔스의 힘          |
| 19화 | 11월 19일        | 절체절명의 위기               |
| 20화 | 11월 20일        | 출동 기가 트라이브            |
| 21화 | 11월 24일        | 특종이야                      |
| 22화 | 11월 25일        | 청소 대장 슈베                |
| 23화 | 11월 26일        | 베토와 단 둘이                |
| 24화 | 11월 27일        | 1등보다 소중한 것             |
| 25화 | 12월 1일         | 차이의 소중한 친구들          |
| 26화 | 12월 2일         | 즐거운 가족 여행              |
| 27화 | 12월 3일         | 잘못 한 거 없다고             |
| 28화 | 12월 4일         | 두근두근 동물원 데이트        |
| 29화 | 12월 10일        | 지금은 비상 사태              |
| 30화 | 12월 11일        | 징그러워 징그럽다고           |
| 31화 | 12월 17일        | 시끄러운 건 질색이라고        |
| 32화 | 12월 18일        | 반항은 이제 그만              |
| 33화 | 12월 24일        | 함부로 버리지 마라니까        |
| 34화 | 12월 31일        | 내 얼굴이 못 생겼다고         |

| 회차 | 방송일         | 부제                         |
| ---- | -------------- | ---------------------------- |
| 35화 | 2009년 1월 7일 | 꿈을 이루기 위해             |
| 36화 | 1월 14일       | 최후의 결전                  |
| 37화 | 1월 21일       | 격돌 비셔스 대 기가 트라이브 |
| 38화 | 1월 28일       | 대마왕 비셔스의 부활         |
| 39화 | 2월 4일        | 올바른 마음의 힘으로         |